# Bergmann-Bayard
Bergmann-Bayard era la denominazione tedesca di una pistola semiautomatica prodotta sotto licenza in Belgio.

## Bergmann Mars
La Bergmann Mars fu prodotta nel 1901 e fu il primo progetto Bergmann direttamente indirizzato al mercato militare, con una relativamente potente cartuccia 9 × 23 mm Bergmann. Suscitò l'interesse di numerosi eserciti e fu oggetto di parecchie gare in concorrenza con le pistole Mauser C96, Mannlicher, Browning e Luger.

## Modello 1903
La Bergmann-Bayard Modello 1903 fu adottata dall'esercito spagnolo nel 1905 come Pistola Bergmann de 9 mm. modelo 1903. Non riuscendo a trovare un fabbricante tedesco per eseguire l'ordine spagnolo da tremila pistole, Theodor Bergmann si rivolse ad un costruttore belga, Anciens Etablissements Pieper (che usava il marchio commerciale Bayard) che provvide alla fornitura. La pistola modificata era nota come Bergmann Bayard 1908 (da non confondersi con la Pieper-Bayard 1908), o in Spagna come Pistola Bergmann de 9 mm. modelo 1908. Sebbene adottata nel 1908, la consegna di circa tremila pistole fu completata due anni più tardi. Nel frattempo, altri produttori come Campo-Giro avevano adottato la cartuccia 9 mm Bergmann-Bayard e, per la sua lunga storia di impiego con mitra, carabine e pistole spagnoli, oggi la munizione è più comunemente conosciuta come 9 mm Largo.

## Modello 1910 e Modello 1910/21
Nello stesso periodo, le forze armate danesi adottarono la Bergmann-Bayard modello 1910. Inizialmente furono consegnate all'esercito danese 4 840 Bergmann-Bayard M1910. La pistola fu prodotta in Belgio fino al 1914, quando cessò la produzione a causa della Prima guerra mondiale e non riprese più. La Bergmann-Bayard in seguito fu prodotta in Danimarca dal 1922 al 1935.
Furono apportate diverse modifiche al progetto originale, come un estrattore e un otturatore migliorati, una vite per trattenere la piastra laterale al posto di un fermo a molla e un nuovo design dell'impugnatura che si estendeva per tutta la lunghezza del dorso fino al telaio. Le impugnature originali erano realizzate in Trolit, un materiale plastico zigrinato simile alla bachelite. Tuttavia, questo materiale era soggetto a scheggiature e deformazioni e la maggior parte dei nuovi modelli 1910/21 venne dotata di impugnature zigrinate in legno.
A Copenaghen furono prodotte più di 2 200 pistole danesi Bergmann-Bayard. Inoltre, la maggior parte delle M1910 anteguerra consegnate all'esercito danese da AEP furono convertite per soddisfare le nuove specifiche. Queste furono ripunzonate con la dicitura "M1910/21" sotto la scritta Societe Anonyme Anciens Establissments Pieper sul lato sinistro dell'estensione della canna. Gli ultimi modelli danesi 1910/21 furono costruiti nel 1935, ma rimasero in dotazione all'esercito danese fino al 1946, quando furono sostituiti dalla Browning Hi-Power.
|  |  |  |

## Altre varianti
Le forze tedesche ricevettero circa 1 000-2 000 pistole Modello 1910 modificate dalla fabbrica AEP occupata. Si tratta di modelli molto rari, con impugnature in legno e marcature diverse, ma che sembrano essere meccanicamente identici.
Anche la Grecia adottò la pistola nel 1913 (presumibilmente il Modello 1910), ma si ritiene che non vi siano state consegne a causa dello scoppio della guerra.
Le pistole Bergmann-Bayard in calibro .45 ACP furono presentate per le gare dell'esercito statunitense nel 1906 (volte alla selezione di un modello di pistola d'ordinanza), ma non ebbero successo.

## Utilizzatori
- Danimarca[1]
- Grecia[6]
- Impero tedesco
- Spagna[6]
- - Fornita dalla Germania durante la Guerra civile finlandese[7]